# 雨宮もえ
雨宮 もえ（あめみや もえ、1月18日 - ）は日本の漫画家。
2011年（平成23年）、「小松田くんは謝らない」が講談社の第64回BE・LOVE漫画大賞佳作を受賞し、同年のBE・LOVE No.23にてデビュー。その後ITANに活動の場を移した。
ジャンプSQ.2018年10月号より鶯倉もえ（おうくら もえ）名義でも活動している。

## 漫画
以下、特筆がなければ雨宮もえ名義での活動。

### 連載
- オルガの心臓（『ITAN』WEB COMIC 2013年3月 - 2015年7月） 全3巻

### 読切
- 小松田くんは謝らない（『BE・LOVE』2011年23号）
- アイダ家の壁（『BE・LOVE』2012年8号）
- おいしいスープ（『BE・LOVE』2012年22号）
- 桃の香りの男の子（『BE・LOVE』2013年1号）
- 桃の香りの月（『BE・LOVE』2013年7号）
- ゴールデン・ポートレート（COMITIA113にて同人誌として発表、単行本『雨宮もえ短編集　小松田くんは謝らない』に収録）
- 流木の漂着（『ITAN』29号）
- キミのやさしい緑の手（『ITAN』33号、34号）
- ルリさんのカモ?（『ガレット』No.10）

鶯倉もえ名義
- 大丈夫だよ、白井くん（『ジャンプSQ.』2018年10月号）

### アンソロジー
- マンガ酒（ゼノンコミックス、2017年8月19日発売）
- 年下の男の子と恋するアンソロジー（IDコミックス、2017年2月25日発売）

## イラスト
- もってけ屋敷と僕の読書日記（著：三川みり、新潮文庫nex、2017年11月29日刊）※装画のみ
- 上毛化学工業メロン課（著：奥乃桜子、集英社オレンジ文庫、2018年10月19日刊）※装画のみ
- 君と読む場所（著：三川みり、新潮文庫nex、2019年2月28日刊）※装画のみ
- しゅご☆れい探偵（全2巻、著：床丸迷人、角川つばさ文庫、2022年3月9日 - 2022年9月14日刊）※装画・挿絵
- 陰陽師クラブへようこそ（著：卯月みか、アルファポリスきずな文庫、2023年8月4日 - 刊行中）※装画・挿絵